# Église Santa Maria di Mili
L'église Santa Maria di Mili est une église située à Mili San Pietro, frazione de Messine, en Sicile.
Le monastère basilien, l'un des premiers en Sicile, est fondé par Roger Ier de Sicile à la fin du XIe siècle, et témoigne des premières expériences architecturales mêlant le roman normand et les influences byzantines. 
L'église possède une nef unique et trois absides dont deux petites creusées à même la paroi. Elle est coiffée d'une grande coupole, sur un tambour octogonal doté de trompes internes, et de deux autres plus petites. 
Les murs extérieurs portent des arcs entrecroisés en briques rouges créant une polychromie avec les pierres sculptées. Les arcs en ogives présentent des archivoltes ébrasées parfois entrecroisées comme à l'extérieur. 
Roger y fait inhumer son fils, Jourdain de Hauteville, mort en 1092.
Elle est agrandie au XVIe siècle.